# Дољанци
Дољанци су насељено место у општини Велика, у западној Славонији, Република Хрватска.

## Географија
Налази се на обронцима планине Папук.

## Историја
До нове територијалне организације налазило се у саставу бивше велике општине Славонска Пожега.

## Становништво
Насеље је према попису становништва из 2011. године имало 84 становника.
| Националност       | 1991.       |
| Хрвати             | 70 (87,50%) |
| Срби               | 5 (6,25%)   |
| Југословени        | 0           |
| остали и непознато | 5 (6,25%)   |
| Укупно             | 80          |